# Вірунга (національний парк)
Вірунга (фр. Parc national des Virunga) — національний парк на території Демократичної Республіки Конго, один з найстаріших в Африці. Парк розташований біля кордону з Угандою і має площу 7800 км². З боку Уганди місцевість, прилегла до гір Рувензорі, також охороняється, там знаходиться національний парк «Гори Рувензорі». Обидва національних парки входять в список Всесвітньої спадщини ЮНЕСКО, причому Вірунґа також внесений до список об'єктів, що знаходяться під загрозою знищення.

## Історія створення національного парку
17 жовтня 1902 року капітан німецької армії в Німецької Східній Африці Оскар фон Берінге під час полювання в околицях вершини Сабіна застрелив крупну горилу. До цього вважалося, що ареал горил обмежений тільки областю в Західній Африці, біля узбережжя Гвінейської затоки, тому, враховуючи віддаленість Вірунґи від узбережжя Атлантичного океану, Оскар фон Берінге припустив, що вбита їм мавпа може належати до нового, невідомого науці виду горил і послав скелет тварини вченим в Німеччину. Німецькі анатоми, зібравши отриманий скелет горили і порівнявши його зі скелетом відомої західної берегової горили, виявили між ними 34 морфологічні відмінності.
В 1903 році дослідник ссавців Пол Мачі (Paul Matschie) описав новий підвид горил, названий на честь свого першовідкривача Gorilla gorilla beringei — горила Берінга.
Надалі протягом майже 20 років ніхто не займався дослідженням горил в горах Вірунга. Це було пов'язано з невизначеним політичним статусом цієї території: наприкінці XIX — початку XX століття права на неї пред'являли відразу три європейських держави: Бельгія, Велика Британія та Німеччина. Остаточна демаркація колоніальних кордонів в горах Вірунґа була проведена тільки в 1910 році. Надалі дослідницькій діяльності заважала Перша світова війна.
Після закінчення війни північно-західна частина НСА (Руанда-Урунді) потрапила під управління Бельгії. На 40 років більша частина території гір Вірунґа опинилася під контролем однієї держави.

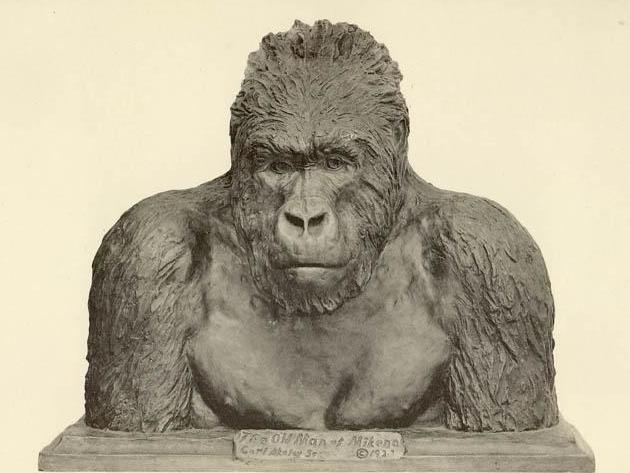
«Старий чоловік з Мікено», бронзовий бюст гірської горили, виконаний Карлом Ейклі

В 1921 році в гори Вірунґа Американським музеєм природничої історії була організована експедиція, очолювана відомим американським натуралістом, скульптором і таксидермістом Карлом Ейклі (англ. Carl Akeley). У числі іншого в завдання Ейклі входило застрелити кількох мавп і виготовити з них опудала для музею. Екйлі впорався з цим завданням і добув п'ять горил, зробивши з них чудові опудала, однак головний підсумок його експедиції полягав в іншому. Вистежуючи протягом декількох місяців гірських горил і спостерігаючи за їх життям в оповитих туманом гірських лісах, Карл Ейклі першим встановив, що східні горили живуть стійкими сімейними групами в середньому по 10 особин, що складаються з одного дорослого самця, кількох дорослих самок і їх потомства. Особливо їм були відзначені дуже міцні узи в групах горил, що в потенціалі робить дуже важким вилов мавп для переправлення їх у зоопарки: при затриманні однієї тварини на виручку йому приходить вся родина, так що ловцям доведеться вбивати його родичів. Ейклі так само визначив, що щільність східних горил дуже невелика, а весь ареал підвиду в районі Вірунґа досить невеликий за площею і являє собою схили шести вулканів — ділянка довжиною близько 40 і шириною від 3 до 19 км. Головний же висновок, зроблений Ейклі в результаті експедиції, полягав у тому, що цих красивих і дуже рідкісних тварин треба рятувати в дикій природі, а не робити з них опудала та експонати зоопарків.
В 1925 році Ейклі приїхав до Бельгії з метою залучення уваги уряду цієї країни до проблеми збереження гірських горил в природному місці їх існування. Йому вдалося переконати короля Альберта I в тому, що найбільш дієвим способом порятунку цих рідкісних тварин стане організація на всій території Вірунґи заповідної зони. Так в Африці з'явився перший біосферний заповідник — Національний парк Альберта. Ейклі особисто окреслив межі заповідного місця, включивши в нього всю територію проживання горил.
Навесні 1926 року Ейклі відправляється в нову експедицію в гори Вірунга, сподіваючись більш докладно вивчити горил і інших представників тваринного світу новоствореного національного парку. Проте здійснити задумане Карлу не вдалося, оскільки восени того ж року він захворів і 18 листопада помер у невеликому селі на околиці створеного ним заповідника горил. Вмираючи, Карл Ейклі заповідав поховати його там же, на «луках Кабаре» (схилі вулкана Мікено) самому, на його думку, гарному і тихому місці світу.
В 1960 році Демократична Республіка Конго здобула незалежність. В 1962 році незалежність отримала Руанда. Національний парк був перейменований в Ківу (Kivu), а в 1969 році єдиний природоохоронний об'єкт був розділений на національний парк Вірунґа (в Заїрі) і Національний парк Вулканів (в Руанді).

## Територія парку

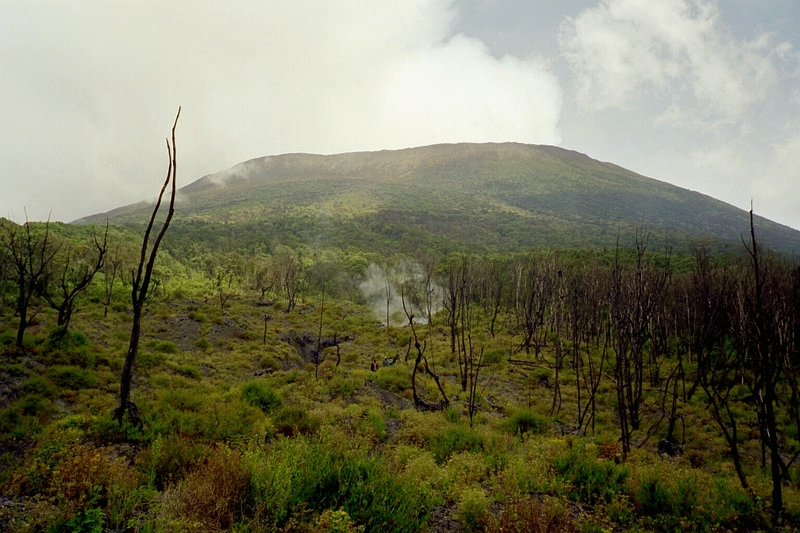
Схили вулкану Ньїрагонго

Парк розташований на західному кордоні Східно-Африканської зони розломів від озера Ківу до середньої течії річки Семліки. Територія парку витягнута з півночі на південь, причому можна виділити три різні частини:
- На півночі розташовані гори Рувензорі із засніженими вершинами і долина Семліки
- В центрі лежать озеро Едвард і рівнини Рвінді, Рутшуру і Ішаша.
- В південній частині парку знаходяться лавові плато активних вулканів Ньямлагіра і Ньїрагонго та інші вершини вулканічного масиву Вірунґа.

Крім того, в парку є болота і луг а, трав'янисті і деревні савани, низькорослі вологі ліси і бамбукові чагарники.

## Тваринний світ і рослинність

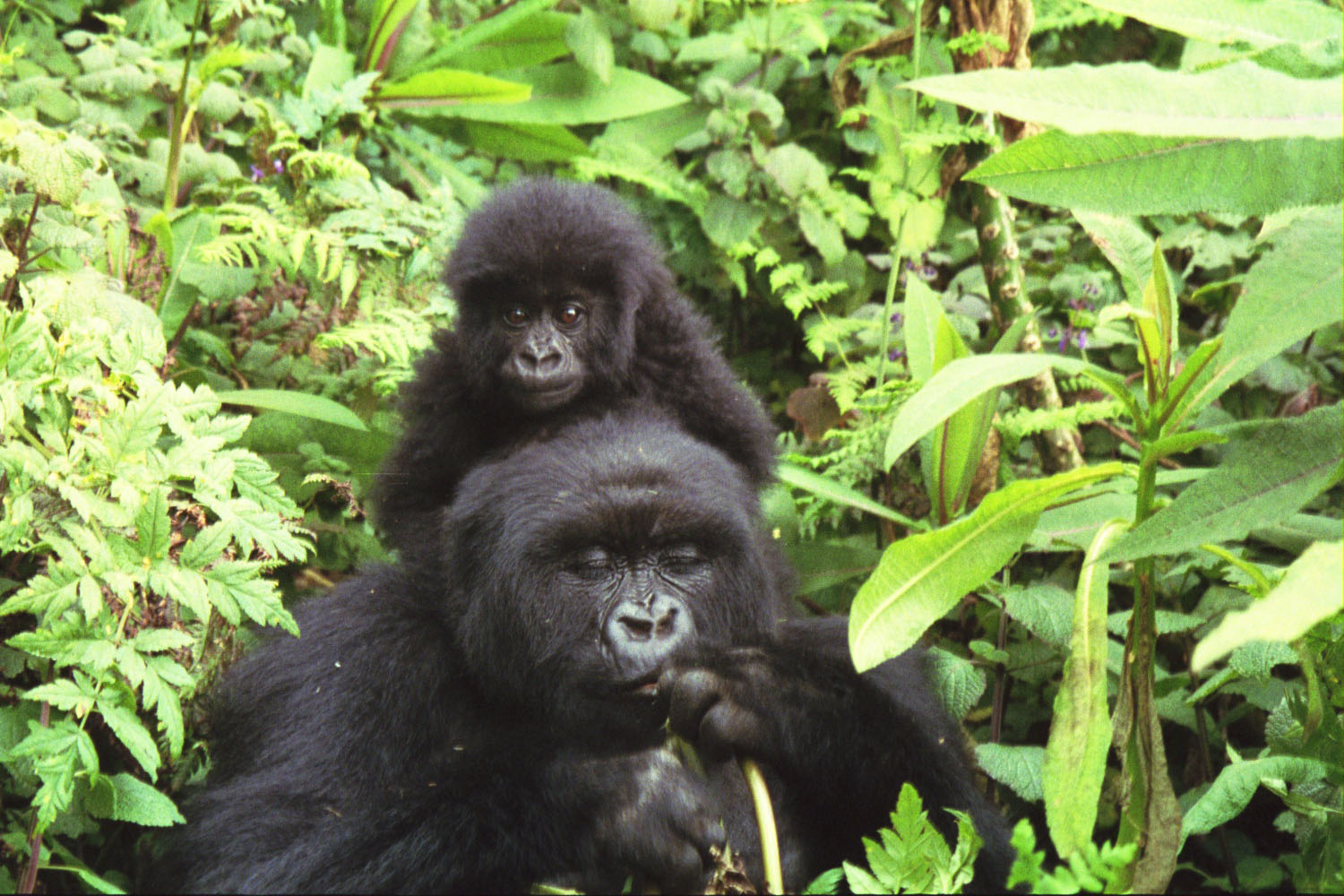
Горила-мати і її дитинча в сусідньому з Вірунґа національному парку Вулканів

Основними охоронюваними мешканцями парку є гірські горили ( Gorilla beringei beringei ), що знаходяться на межі зникнення. Великий внесок у їх вивчення внесла Дайан Фоссі, загибла в 1985 році на території парку, імовірно від рук браконьєра. Успішні дії зі збереження виду допомогли збільшити популяцію в період політичної нестабільності в регіоні (1994—2004 рр.). Проте новий виток військового конфлікту в районі парку наприкінці 2008 року привів до захоплення штабу парку та до висилки його доглядачів. Браконьєрство і вирубка лісу для виробництва вугілля знову поставили під питання майбутнє горил.
До конфлікту лісові райони і савана були населені лісовими слонами, буйволами, жирафами, окапі, бородавочниками, шимпанзе, різними антилопами. На березі озера Едвард мешкають гіпопотами, їх популяція скоротилася на більш ніж 95 % в 2006 році). Водні угіддя парку охороняються в рамках Рамсарської конвенції, сюди на зимівлю прилітають птахи з Сибіру. Колонії птахів включають бакланів, марабу та інші види.
Браконьєрство і Ітурійський конфлікт завдали серйозної шкоди популяції диких тварин. Поточний стан (на 2009 рік) біорізноманіття парку оцінити складно. З 1994 року загинуло близько 120 співробітників парку в спробі захистити його від незаконного полювання і привласнення землі. Демократичні сили звільнення Руанди використовують територію парку як безпечне місце при атаках, як при настанні сил під проводом Лорана Нкунди у квітні-травні 2007 року. Територія парку була зайнята військами Нкунди 26 жовтня 2008 року в ході битви за Гому.